# Логор Равензбрик
Сабирни логор Равензбрик је био нацистички сабирни логор за жене током Другог светског рата. Налазио се 90 км северно од Берлина, у близини села Равензбрик код Фирстенберга.
Изградња логора је почела у новембру 1938, по наредби Хајнриха Химлера. Логор је био необичан по томе што је био намењен првенствено за жене. Отворен је у мају 1939. У пролеће 1941, успостављен је мањи мушки логор поред главног логора.
Између 1939. и 1945. кроз логор је прошло преко 130.000 жена, од којих је око 26.000 било јеврејског порекла. Укупно је преживело између 15.000 и 32.000 жена. Највећи број затвореница су биле Пољакиње.